# Кастро-деи-Вольши
Ка́стро-дей-Во́льши (итал. Castro dei Volsci) — коммуна в Италии, располагается в области Лацио, в провинции Фрозиноне.
Население составляет 4957 человек (2008 г.), плотность населения составляет 85 чел./км². Коммуна занимает площадь 58 км². Почтовый индекс — 3020. Телефонный код — 0775.
Покровительницей коммуны почитается святая Олива из Ананьи, празднование 3 июня.

## Демография
Динамика населения:

## Администрация коммуны
- Официальный сайт: https://web.archive.org/web/20100326074658/http://www.comunecastrodeivolsci.it/